# Cyril Lemoine
Cyril Lemoine (født 3. marts 1983) er en fransk tidligere professionel cykelrytter, som senest kørte for det franske hold B&B Hotels–KTM.